# Нкубе, Зефания
Зефания Нкубе (англ. Zephaniah Ncube; 10 января 1957 — не позднее 2006) — зимбабвийский легкоатлет, выступавший в беге на длинные дистанции и кроссе. Участник летних Олимпийских игр 1980 и 1984 годов.

## Биография
Зефания Нкубе родился 10 января 1957 года.
В 1980 году вошёл в состав сборной Зимбабве на летних Олимпийских играх в Москве. В беге на 5000 метров занял в четвертьфинале 10-е место, показав результат 14 минут 6,70 секунды и уступив 20,42 секунды попавшему в полуфинал с 7-го места Барри Смиту из Великобритании.
В 1982 году участвовал в Играх Содружества в Брисбене. В беге на 5000 метров занял 12-е место (13.51,90), в беге на 10 000 метров — 7-е (28.38,85).
В 1984 году вошёл в состав сборной Зимбабве на летних Олимпийских играх в Лос-Анджелесе. В беге на 5000 метров занял в четвертьфинале 7-е место с результатом 13.46,33, в полуфинале — 12-е место с результатом 13.53,25, уступив 11,52 секунды попавшему в финал с 6-го места Дугу Падилье из США. В беге на 10 000 метров занял в полуфинале 2-е место с результатом 28.28,53, в финале — 11-е с результатом 28.31,61, проиграв 44,07 секунды завоевавшему золото Альберто Кове из Италии. Был знаменосцем сборной Зимбабве на церемонии открытия Олимпиады.
В 1988 году выиграл чемпионат Южной Африки в беге на 10 000 метров.
Трижды участвовал в чемпионатах мира по кроссу. В 1985 году в Лиссабоне занял 60-е место, в 1987 году в Варшаве — 197-е, в 1988 году в Окленде — 168-е.
Умер до 2007 года.

## Личные рекорды
- Бег на 5000 метров — 13.24,07 (16 июля 1984, Бернаби)[5][10]
- Бег на 10 000 метров — 28.18,2 (1988)[5]